# Криничне (Довжанський район)
Криничне (до 2016 — Бірюкове) — селище в Україні, у Довжанській міській громаді Довжанського району Луганської області.
Знаходиться на тимчасово окупованій території України.

## Розташування та сполучення
Розташоване за 15 кілометрів на південний схід від районного центру у верхів'ях річки Кундрюча (правої притоки Сіверського Дінця), по обох її берегах, на південних схилах Нагольного кряжу. На території селища р. Кундрюча утворила глибоку балку з крутим правим, та більш пологим лівим берегами, у якій, власне, і розташоване Криничне. У центрі населеного пункту в Кундрючу впадає її невеличка ліва притока — річка Кринична, від якої і походить давня, історична назва села. На східній та на західній околицях селища на Кундрючій побудовані два штучних водосховища. Ще одне водосховище побудоване на лівій притоці Кундрючої — річці Таловій.
Автомобільною дорогою Т 1323 (Довжанськ-Довжанське) Криничне зв'язане з районним центром (15 км, постійне автобусне сполучення) та міжнародною автотрасою М03 (Київ-Харків-Ростов-на-Дону) (12 км). За декілька кілометрів на схід від околиці селища, по лівій притоці Кундрючої — річці Бургусті проходить українсько-російський державний кордон, де розташована застава «Бірюкове» Луганського прикордонного загону.
Населення селища становить 3 970 осіб.
До складу Бірюковської селищної ради окрім селища міського типу Бірюкове входило ще два населених пункти:
- селище Довжанське (у просторіччі використовується назва Довжанський), розташоване за 12-ть кілометрів на південний схід від селища Криничного;
- селище Братське (у просторіччі використовується назва Голута), розташоване за три кілометри на південь від селища Криничного. Тут раніше була залізнична станція Голута залізничної лінії Довжанська-Нєсвєтай (до м. Новошахтинськ Ростовської області), що була демонтована 1999 року.

## З історії селища

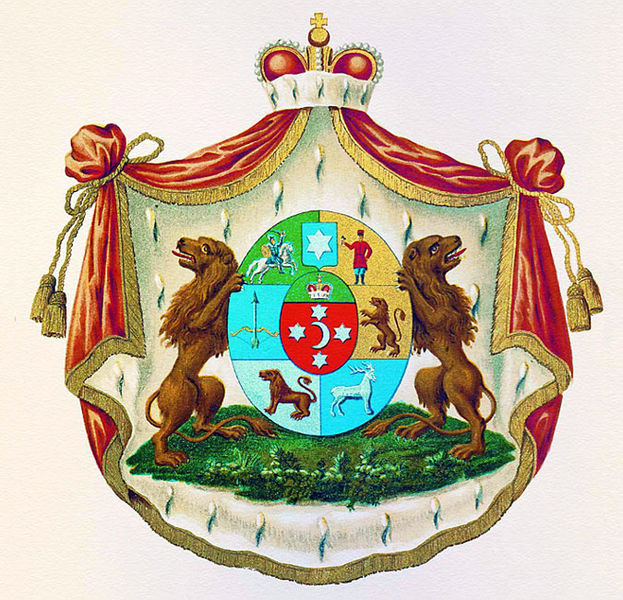
Родинний герб князів Юсупових

Криничне відоме з 1778 р. і є найдавнішим населеним пунктом Довжанського району Луганської області.
За даними на 1859 рік у власницькому селі Криничне (Белінівка) Слов'яносербського повіту Катеринославської губернії мешкало 212 осіб (110 чоловіків та 102 жінки), налічувалося 21 дворове господарство, існував завод.
Станом на 1886 рік у колишньому власницькому селі Криничне (Баженівка), центрі Криничанської волості, мешкало 250 осіб, налічувалось 35 дворів.
На початок 1908 року населення зросло до 481 особи (254 чоловічої статі та 227 — жіночої), 78 дворових господарства.
До 1920 року мало назву Криничне.
Сучасна назва на вшанування першого голови Криничанської сільської Ради Василя Матвєєвича Бірюкова, якого «було вбито куркулями». У центрі селища встановлено пам'ятний бюст В. М. Бірюкова.
До 1919 р. було у складі Міуського округу Області Війська Донського, пізніше реорганізованого у Таганрозький цивільний округ Війська Донського, як «слобода Кринична». Розташовувалось практично на самій межі між Таганрозьким цивільним та Черкаським військовим округами Області Війська Донського. Слобідський статус Криничного, імовірно, вказує на первинне заселення цього місця вільними селянами, які займали казенні землі.
Але вже наприкінці XVIII століття слобода Кринична належить генералу від кавалерії, військовому отаману Війська Донського Василю Петровичу Орлову, яку він, імовірно, отримав від царату як «рангову дачу» за сумлінну військову службу. Окрім військових звитяг В. П. Орлов відомий ще й тим, що наприкінці XVIII століття у верхів'ях річки Довжик заснував поселення Шарапкіне, у інших джерелах — поселення Довжикове-Орловське. Тепер це — частина районного центру, міста Довжанськ.

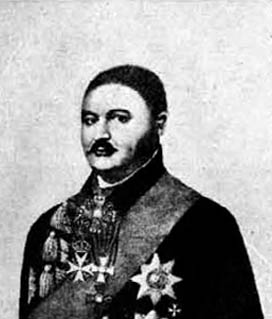
Отаман Війська Донського, генерал Кавалерії В. П. Орлов

У 1797—1806 роках геологічною партією Луганського чавуноливарного заводу біля слободи Криничної, у долинах річок Довжик, Талова і Бургуста були знайдені поклади антрациту.
До 1852 року слобода Кринична належала спадкоємиці отамана В. П. Орлова — його другій дружині, дочці генерала від кавалерії Д. І. Іловайського — Катерині Дмитрівні Орловій.
У 1867 році у спадкоємців К. Д. Орлової велику земельну ділянку (понад 20 тисяч десятин) разом з родовим маєтком Орлових в слободі Криничній придбав князь Микола Борисович Юсупов (молодший). М. Б. Юсупов (1827 −1891 р.р.) був останнім представником за чоловічою лінією старовинного та одного з найбагатших в Імперії дворянського роду Юсупових.
Після його смерті у 1891 р. єдиною спадкоємницею усього майна роду, включно зі слободою Криничною та антрацитовими рудниками на території теперішнього районного центру, стала його дочка — княгиня Зінаїда Миколаївна Юсупова (1861—1939 р.р.), яка з початку XX століття активно займалася розвитком вугільної галузі Довжанського району Донбасу.

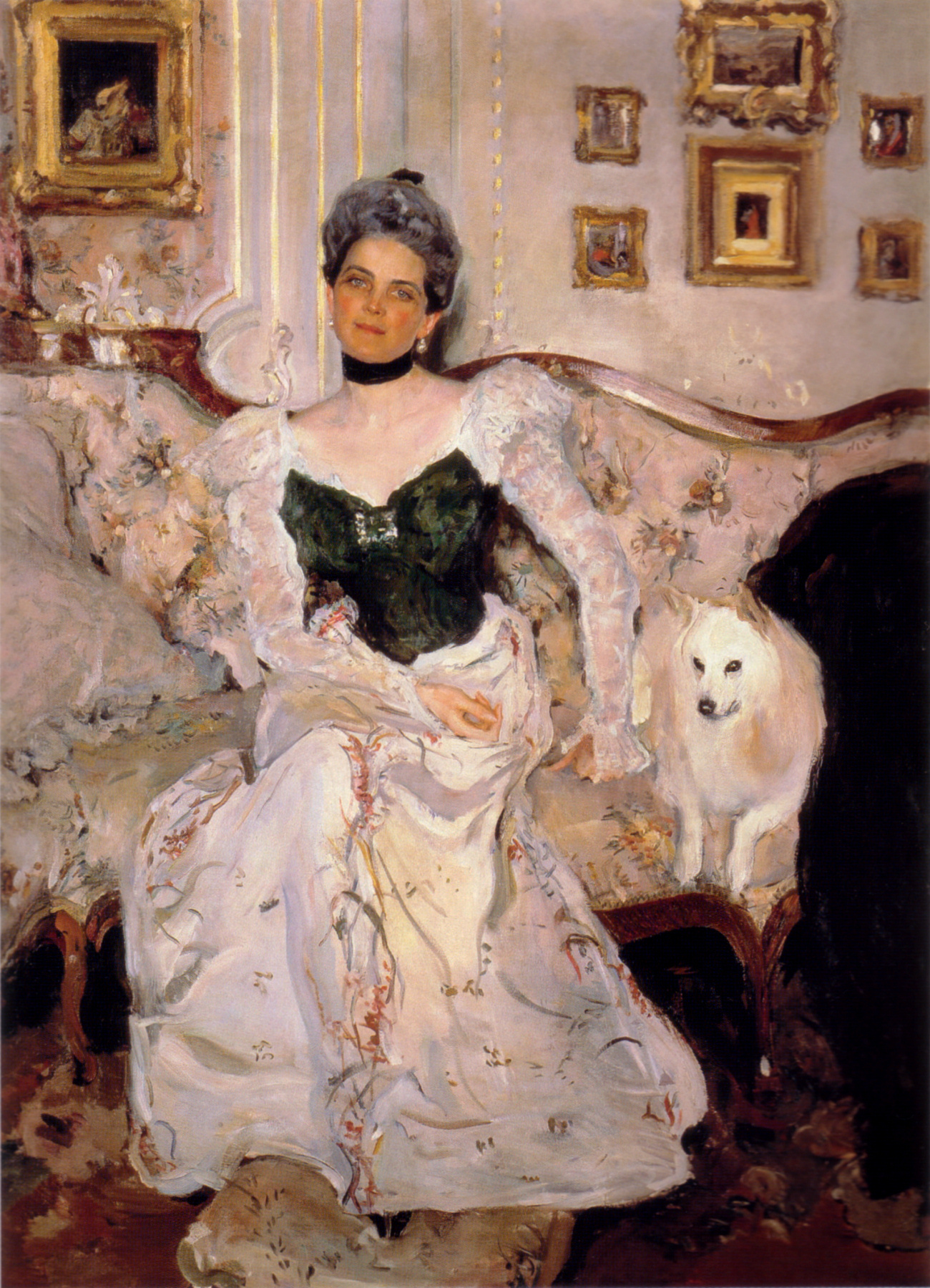
Княгиня З. М. Юсупова. Портрет роботи В.Сєрова, 1900 р.

13 квітня 1919 року на борту англійського дредноута «Мальборо» Юсупови відпливли з Криму, назавжди покинувши територію колишньої Російської імперії, де вони залишили: 4 палаци та 6 прибуткових будинків у Петербурзі, палац та 8 прибуткових будинків у Москві, палаци у Криму та Рокитному (тепер — у Білгородській області РФ), 30 садиб та маєтків по усій Імперії, цукрові, м'ясні, цегельні заводи, Довжанські антрацитові рудники та багато чого іншого.
З січня 1920 р. Криничне розміщене у складі Донецької губернії УРСР, а з 1925 р. — у складі Луганської області УРСР.
17 листопада 1941 р. лінія радянсько-німецького фронту проходила за кілька кілометрів на захід від села. Це була точка максимального просування фашистських загарбників на схід у 1941 р. Тут воно було зупинене, а у ході Ростовського наступу 1941 року німців було відкинуто до річки Міус, де фронт протримався до липня 1942 р.
З липня 1942 р. та по лютий 1943 р. Бірюкове (нині Криничне) було на окупованій німецькими загарбниками території. У травні-вересні 1943 р. у селі розташовувався польовий пересувний шпиталь № 4166 П'ятої ударної армії Південного фронту, куди направлялись поранені під час запеклих наступальних боїв на Міус-фронті бійці РККА. У братській могилі в центрі села поховані померлі у цьому шпиталі п'ятеро офіцерів та 72 бійці РККА.
З 1967 р. має статус селища міського типу.
У 60 — 70-х роках минулого сторіччя Бірюкове було широко відоме у Луганській області та за її межами своїм великим (більше 9 500 гектарів орної землі на родючих чорноземах та 1 500 гектарів пасовиськ) сільськогосподарським підприємством — колгоспом «Батьківщина» з високоефективними рослинницькою та тваринницькою галузями господарства. У цей період кількість населення селища сягала 6 350 осіб.
Сьогодні сільським господарством (переважно рослинництвом) займається кілька середніх та дрібних фермерських господарств. Значна кількість мешканців селища працює на великому вугледобувному підприємстві — шахті «Довжанська-Капітальна», що розташована за 8 кілометрів на північ від селища.
12 червня 2020 року, відповідно до Розпорядження Кабінету Міністрів України № 717-р «Про визначення адміністративних центрів та затвердження територій територіальних громад Луганської області», увійшло до складу Довжанської міської громади.
17 липня 2020 року, в результаті адміністративно-територіальної реформи та ліквідації  колишніх Довжанського (1938—2020) та Сорокинського районів, увійшло до складу новоутвореного Довжанського району.

## Населення

### Мова
Розподіл населення за рідною мовою за даними перепису 2001 року:
| Мова            | Кількість | Відсоток |
| --------------- | --------- | -------- |
| українська      | 3064      | 77.18%   |
| російська       | 832       | 20.95%   |
| білоруська      | 6         | 0.15%    |
| румунська       | 6         | 0.15%    |
| вірменська      | 3         | 0.08%    |
| інші/не вказали | 59        | 1.49%    |
| Усього          | 3970      | 100%     |

За даними перепису 2001 року населення села становило 3970 осіб, з них 77,18 % зазначили рідною мову українську, 20,96 % — російську, а 1,86 % — іншу.

## Пам'ятки

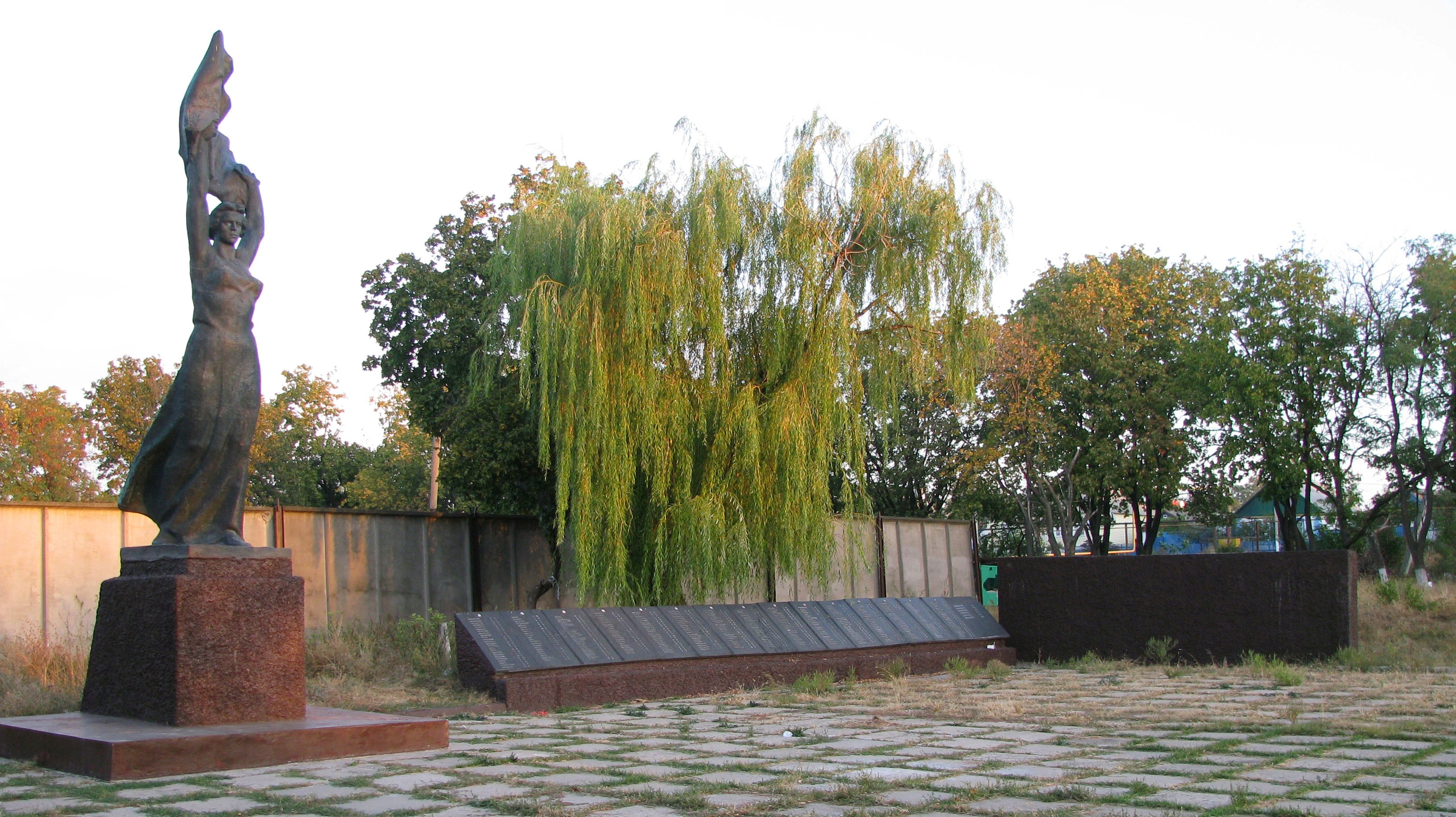
Пам'ятник загиблим у 1941—1945 р.р. односельцям

- Храм Української Православної церкви Святителя Митрофанія (діючий).
- Колишній панський маєток Орлових, XIX сторіччя. Зараз у його будівлях розташована Бірюковська дільнична лікарня.
- Пам'ятник загиблим у 1941—1945 р.р. односельцям.
- Пам'ятний бюст В. М. Бірюкова.

Серед житлової забудови селища збереглося півтора десятки житлових будинків у стилі донського козацького куреня, непритаманного житловій забудові інших історико-географічних районів України.

## Соціальна сфера
Діють ЗОШ 1-3 ступенів (330 школярів, українська мова викладання); будинок культури, бібліотека, дільнична лікарня, відділення Ощадбанку, відділення зв'язку № 94863, олійниця, три заклади громадського харчування (кафе), вісім продовольчих та три промтоварних магазини.
Окрім того, у селищі починаючи з 1961 року діє Бірюковська допоміжна школа-інтернат.
Також у селищі розташована і працює Бірюковська обласна психіатрична лікарня.

## Персоналії
За мужність та героїзм, проявлені у роки Другої Світової війни, мешканцю села І. Г. Шевченкові було надане звання Героя Радянського Союзу.
1967 року за рекордні досягнення у галузі сільського господарства трьом мешканцям селища:
- голові правління колгоспу «Батьківщина» Петру Васильовичу Гончарову,
- бригадиру молочно-товарної ферми колгоспу «Батьківщина» Тиській Софії Романовні,
- бригадиру тракторної бригади № 4 колгоспу «Батьківщина» Савченку Федору Дмитровичу

було надане звання Героїв Соціалістичної праці, а сам колгосп «Батьківщина» був нагороджений Орденом Леніна.
- Дегтярьов Іван Іванович — Герой Соціалістичної праці, депутат Верховної Ради УРСР 7-9-го скликань.